# Hemel op Aarde
Hemel op Aarde è un film del 2013 diretto da Pieter Kuijpers.
Il film è stato presentato in anteprima nei cinema di Limburgo il 19 dicembre 2013 e nel resto dei Paesi Bassi il 9 gennaio 2014.

## Riconoscimenti
- 2014 - Nederlands Film Festival
  - Miglior attrice non protagonista a Lies Visschedijk
  - Best Production Design
  - Nomination Miglior film
  - Nomination Miglior sceneggiatura
  - Nomination Miglior musica

## Errori
Sebbene il film sia ambientato nel 1979, il negozio di videonoleggio mostra sugli scaffali La casa di Helen, uscito quasi un decennio dopo.